# Jordan Fox (aktor)
Jordan Fox, kiedyś znany także jako Jacques Moulin (ur. 8 czerwca 1987 w Strasburgu) – francuski aktor pornograficzny.

## Życiorys
Karierę w branży pornograficznej rozpoczął w 2005 pod pseudonimem Jacques Moulin, pod którym do zawieszenia kariery w 2006 występował w firmach porno jako aktor pasywny. Powrócił do branży w 2008 pod pseudonimem Jordan Fox, pod którym występował jako aktor aktywny w filmach wytwórni Tim Tales, Lucas Entertainment i Fucker Mate. W 2010 otrzymał Hustaball Award dla najlepszego europejskiego aktora aktywnego. W 2012 i 2023 zdobył Raven’s Eden Award dla najlepszego aktora (aktywa). W 2015 zrobił sobie przerwę od występów w porno, by skupić się na studiach. Powrócił do branży w 2018 jako aktor wytwórni MEN. W 2024 otrzymał nagrodę Grabby dla najlepszego aktywa.
Pracuje w agencji turystycznej.